# Tragopan caboti
Il tragopano di Cabot (Tragopan caboti (Gould, 1857)) è un uccello galliforme della famiglia dei Fasianidi.

## Etimologia
Il nome scientifico di questa specie, caboti, commemora l'ornitologo americano Samuel Cabot III (1815-1885).

## Descrizione

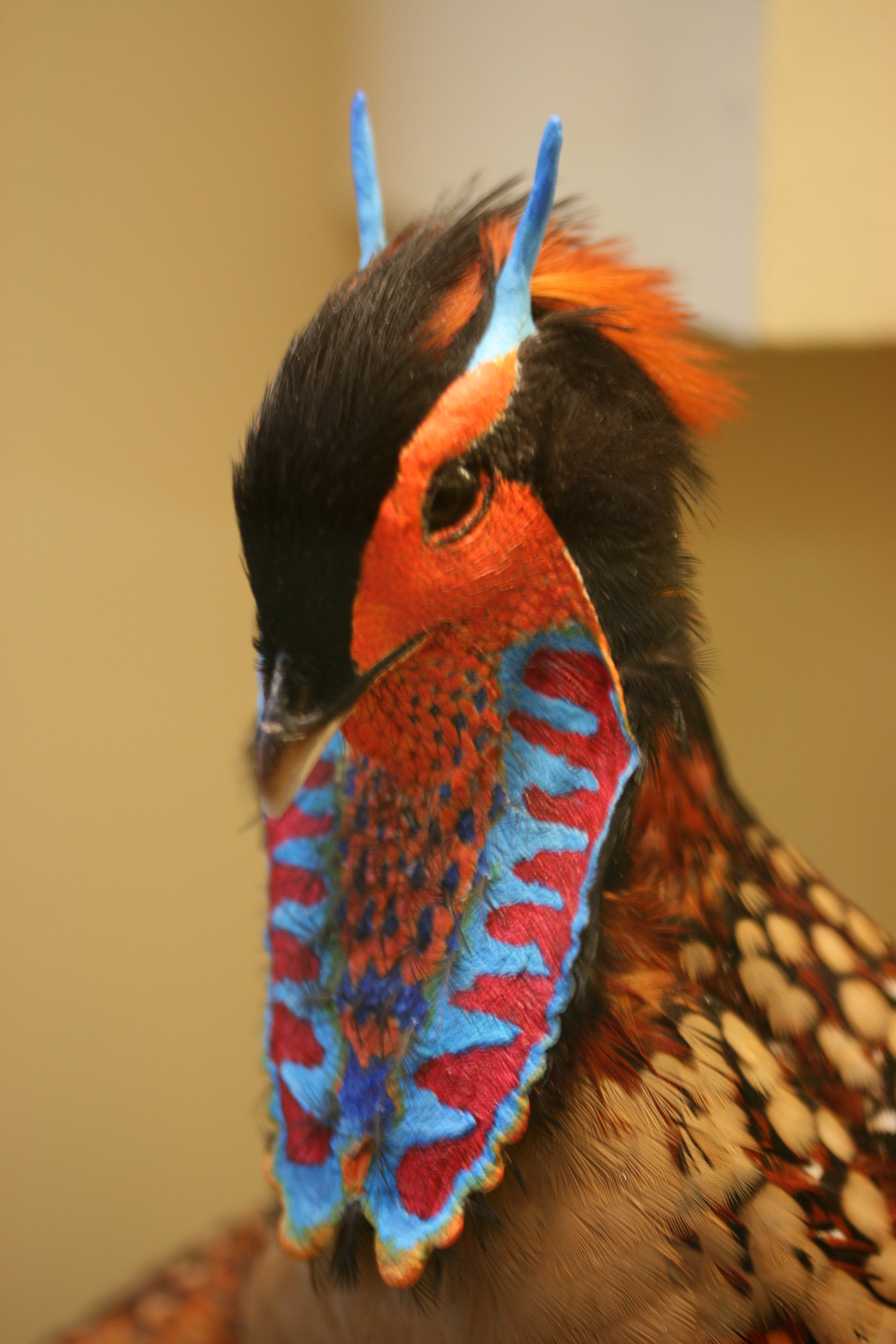
La testa di un maschio.

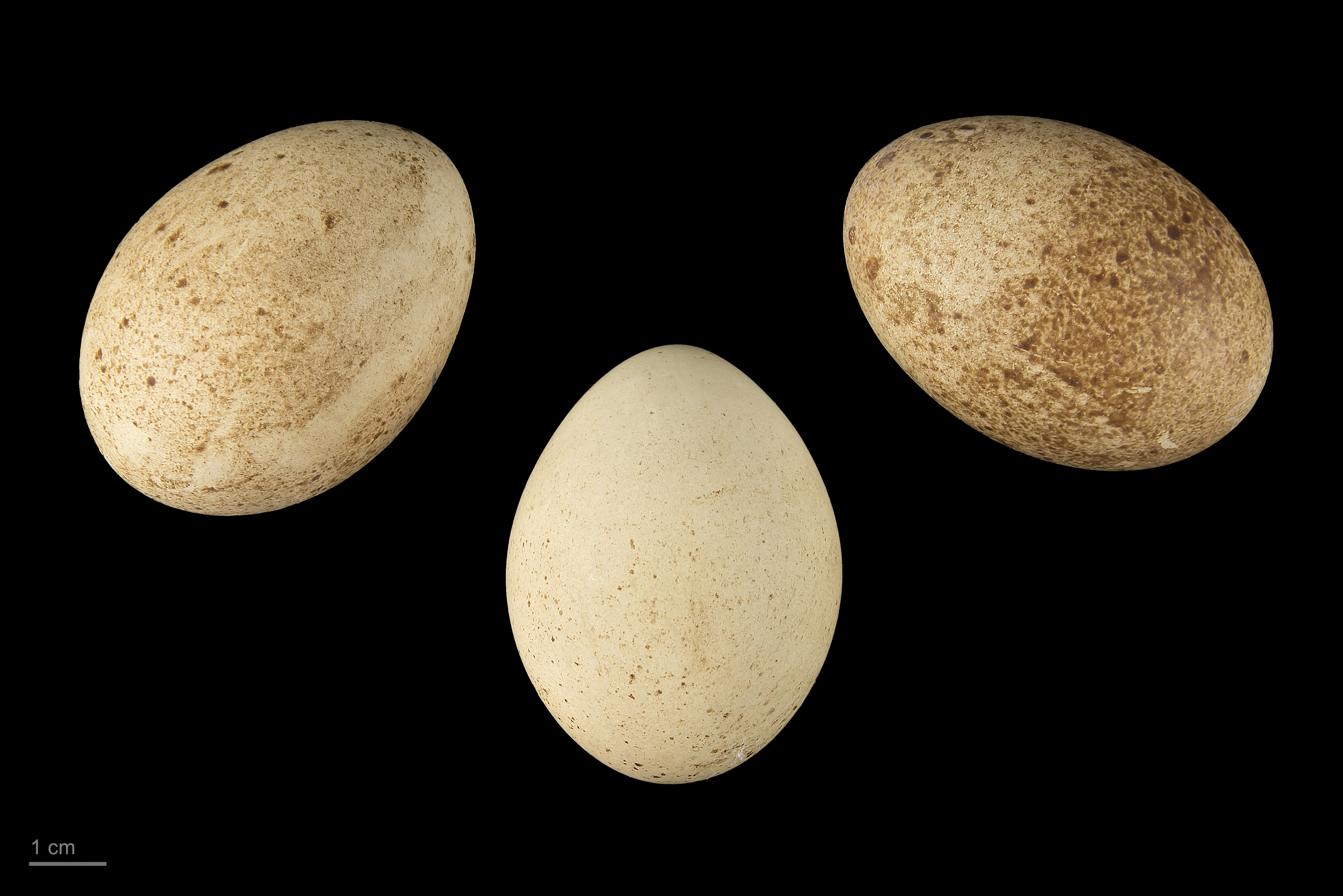
Tragopan caboti

### Dimensioni
Il maschio misura circa 61 cm di lunghezza, per un peso di circa 1,4 kg; la femmina circa 50 cm per circa 0,9 kg di peso.

### Aspetto
Ha una testa nera con una caruncola giallo-arancio che circonda l'occhio. Una vistosa cresta di colore rosso-arancio sulla nuca si ripiega sulla parte posteriore del collo. Le regioni inferiori sono di colore camoscio chiaro uniforme, mentre quelle superiori sono di colore bruno-rossastro con macchie color camoscio. Le zampe sono rosa chiaro. La sottospecie del Guangxi (T. c. guangxiensis) si distingue dalla forma nominale per avere le regioni superiori dai toni più marroni e delle macchie bianche di forma triangolare sul groppone. Le regioni inferiori, invece, sono grigio-brune con delle grandi macchie bianche.

## Biologia
Le coppie di esemplari di questa specie devono essere vigili, poiché i tragopani di Cabot sono soggetti ad un'intensa predazione che riguarda sia le uova che i piccoli. Tra i principali predatori possiamo citare la martora dalla gola gialla, il gatto leopardo e la ghiandaia eurasiatica. Malgrado le loro attenzioni, sono molte le covate che vanno perdute. Di conseguenza, la sopravvivenza della specie è stata messa in dubbio ed essa è stata recentemente classificata tra le specie a rischio. Proprio per questo gode di misure di salvaguardia come l'istituzione di aree protette dove la caccia e la raccolta delle uova sono rigorosamente vietate.

### Alimentazione
La specie è onnivora e si nutre quasi esclusivamente nelle foreste in cui dimora, mangiando felci, radici, piante erbacee, frutti e foglie d'albero. Essa è prevalentemente vegetariana ma occasionalmente, soprattutto durante il periodo della riproduzione, consuma anche piccoli animali.

### Riproduzione
Il periodo di riproduzione del tragopano di Cabot si protrae da marzo a giugno ed ha inizio con la spettacolare parata nuziale dei maschi. Il nido è generalmente situato su un albero, ma occasionalmente è stata segnalata anche la presenza di nidi situati a terra. Il nido, una semplice costruzione a forma di sfera, è situato dentro la cavità di un grosso tronco o alla base di un ramo orizzontale. Ciascuna covata è costituita da 2-6 uova la cui incubazione, prerogativa della sola femmina, dura circa 28 giorni. Dopo la schiusa, la femmina e i pulcini rimangono nel nido per tre giorni senza nutrirsi. In seguito la femmina vola a terra seguita dai piccoli e li conduce fino ai loro territori di foraggiamento, restando con loro durante tutto l'inverno.

## Distribuzione e habitat
Il tragopano di Cabot abita la foresta sempreverde di montagna del sud-est della Cina. Si tratta generalmente di aree boschive di latifoglie sempreverdi o di foreste miste di conifere e di alberi a foglie caduche situate tra i 600 e i 1800 m di altitudine. Frequenta inoltre delle zone aperte al di sopra della linea degli alberi. Questo habitat presenta caratteristiche identiche a quelli in cui vivono gli altri tragopani, ma si trova a quote più moderate. Il sottobosco è frequentemente tappezzato di arbusti, di bambù nani o di felci.

## Tassonomia
Ne esistono due sottospecie:
- T. c. caboti (Gould, 1857), diffusa nella Cina sud-orientale;
- T. c. guangxiensis Cheng e Wu, 1979, diffusa solamente nella provincia del Guangxi (Cina centro-orientale).